# Сёмина, Нина Алексеевна
Нина Алексеевна Сёмина (2 октября 1931 года, Москва, РСФСР, СССР — 29 мая 2009 года) — советский и российский эпидемиолог, член-корреспондент РАМН (2014).

## Биография
Родилась 2 октября 1931 года в г. Москве в семье служащих.
В 1956 году — с отличием окончила санитарно-гигиенический факультет Первого Московского медицинского института имени И. М. Сеченова.
В 1960 году — защитила кандидатскую диссертацию, специальность «эпидемиология».
С октября 1964 года — работала в Центральном научно-исследовательском институте эпидемиологии МЗ СССР (сейчас — Национальный исследовательский центр эпидемиологии и микробиологии имени Н. Ф. Гамалеи), с 1978 года — заведующая лабораторией эпидемиологии стафилококковых и стрептококковых инфекций, с 1985 года — заместитель директора.
В 1975 году — защитила докторскую диссертацию.
В 1989 году — присвоено учёного звания профессора по специальности «эпидемиология».
В 2004 году — избрана членом-корреспондентом РАМН.
Умерла 29 мая 2009 года.

## Научная деятельность
Специалист в области внутрибольничных инфекций.
Разработала и внедрила в практику метод хлороформенно-солевой экстракции антигенов из коклюшных и паракоклюшных бактерий, что существенно уменьшило реактогенность АКДС-вакцины, позволило сделать вакцинацию более массовой, а также более детально понять такие характеристики поствакцинального иммунитета к коклюшу, как длительность и напряженность. В то же время были заложены научные основы снижения заболеваемостью этой инфекцией.
Разработала способы обнаружения менингококкового антигена и диагностики менингококковой инфекции. Определила особенности формирования очага менингококковой инфекции. Научно обосновала и внедрила в практику лабораторные критерии диагностики менингококкового носительства, генерализованных форм инфекции, а также менингококковой пневмонии. Выявила роль специфических антименингококковых антител в распространении менингококкового носительства. Разработала параметры конструирования тест-систем для выявления менингококковых антител иммуноферментным методом.
Автор более 360 научных работ, 8 руководств, 3 изобретений.
Под её руководством выполнено 18 диссертационных работ, в том числе 6 докторских

## Награды
- Заслуженный деятель науки Российской Федерации (2002)[3]
- Медаль «В память 850-летия Москвы»
- Медаль «Ветеран труда»
- Премия Президиума РАМН и Федерального Фонда Обязательного Медицинского Страхования (1994) — за разработку научных основ профилактики внутрибольничных инфекций
- Знак «Отличник здравоохранения»